# Mia (группа)
Mia (альтернативное название: MIA.) немецкая группа, выступающая в стилях рок/поп/indie.

## История
«MIA.» образовалась в 1997 году в Берлине. Год спустя, группа, названная Me in Affairs, подписала контракт с независимым музыкальным лейблом R.O.T. — Respect or Tolerate. Затем они сократили название до аббревиатуры «MIA.» (Me in Affairs или Musik ist Alles («Музыка это всё»).
В начале карьеры группа определяла стиль своей музыки как «Mellow-Listening-Sound-Scapes». После успеха, связанного с появлением большого числа электро-панк-ремиксов на песню Factory City, группа стала относить своё творчество к электро-панку Однако, поклонники панк-музыки не были согласны с этим, они считали, что песни не достаточно агрессивны. Тексты песен раннего творчества коллектива содержали перемешанные между собой строчки на английском и немецком языках.
Большинство критиков отмечали, что, в частности, первый альбом группы Hieb und StichFEST очень напоминал творчество группы «новой немецкой волны» Ideal. «MIA.» заявили, что не слушали эту группу прежде вообще.
На втором альбоме Stille Post прослеживалась тенденция к уменьшению агрессивности музыки и уделению большего внимания к лирике, опять же с небольшим использованием английского языка. Однако, официально группа дистанцировалась от стиля панк-музыки только два года спустя, выпустив свой третий альбом Zirkus.
Альбом Zirkus сильно контрастировал на фоне двух предыдущих альбомов: налицо был отказ от синтетических инструментов в пользу использования большего числа разнообразных музыкальных инструментов, благодаря наличию в составе группы такого виртуоза как Ingo Puls. Мелодии альбомы стали более мелодичны и менее лихорадочны. Некоторые критики посчитали, что тут сказалось влияние группы Rosenstolz, с которой «MIA.» связывают совместные выступления и туры.
Музыку группа, главным образом, пишет сама, за лирику[уточнить] отвечает Mieze. Продюсер Nhoah иногда пишет также собственные мелодии[уточнить] для группы, обычно вместе с Mieze под псевдонимом H.Flug, и сотрудничает с нею при написании лирики[уточнить].
В 1999 году группа выпустила свой первый сингл «Sugar My Skin» под лейблом BMG, но из-за творческих разногласий музыканты решили разорвать контракт. В 2001 году они выпустили свой второй сингл «Factory City». В это же время Gunnar Spies сменил Hannes Schulze, который покинул группу по личным обстоятельствам. Вскоре после этого, с помощью Sony Music MIA. выпустила их[чей?] дебютный альбом «Hieb & Stichfest» («Крепко-накрепко»), который имел некоторый успех в Германии.
В 2003 году песня «Was es ist», выпущенная на одноимённом EP, была подвергнута жесткой критике. Текст песни содержал романтические ноты о Германии и о цветах немецкого флага. Из-за неоднозначной истории Германии многие левые политики рассматривают данные темы как запретную территорию. MIA. утверждала, что песня предназначалась для того, чтобы побудить обсуждение о судьбе Германии как о доме и месте, которые необходимо изменить. Кроме того, группа всегда позиционировала себя «левой».
По-сути, весь скандал был раздут из-за двух строчек стихотворения Эриха Фрида. «Verstand» («Разум») рифмовался с «deutsches Land» («Немецкая земля»). «Я чувствую, что все меняется и что я могу изменить все, что стесняет меня в моей жизни. История начинается с изменений», — пела вокалистка Мице Катц. В клипе на эту песню группа была одета в одежду национальных немецких цветов.
В 2004 году группа выпустила второй альбом «Stille Post». Пластинка содержала 3 сингла, включая «Hungriges Herz» («Голодное сердце»), которая была в числе кандидатов на исполнение в конкурсе «Евровидение» от Германии и достигла позиции #24 на официальных немецких чартах среди синглов. Альбом в итоге занял 13-ю позицию в Album-100 и получил статус золотого.
В этом же году в рамках Весеннего фестиваля, устроенного с 13 по 16 мая Институтом им. Гёте, группа дала концерты в ряде сибирских городов и столице Урала, Екатеринбурге. Сам фестиваль проходил в следующих городах Сибири: Новосибирск, Красноярск, Омск, Томск. Помимо МIA., в этом фестивале приняли участия различные немецкие группы
В июне группа выпустила второй сингл «Ökostrom», участвовала в акциях «Гринписа» по поддержке развития индустрии получения энергии от Солнца. В сентябре вышел сингл «Sonne» и тур в поддержку альбома «Stille Post», после которого группа издала DVD с концертными выступлениями.
Третий альбом «Zirkus» («Цирк») был выпущен 21 июля 2006. Он достиг позиции #2,. Первый сингл с альбома «Tanz der Moleküle» достиг #19 позиции в чартах, также став самым успешным.
В начале 2007 MIA. участвовала в конкурсе Bundesvision Song Contest с синглом «Zirkus» и заняла 4-е место.

## Дискография

### Альбомы
- Hieb & StichFEST (2002)
- Stille Post (2004, переизданная позже (limited special edition) с ремиксами и DVD)
- Zirkus (2006, переизданная в 2007 как special edition с видео и бонусами)

| Год  | Название           | Позиция в чартах | Позиция в чартах | Позиция в чартах |
| Год  | Название           | DE               | AT               | CH               |
| ---- | ------------------ | ---------------- | ---------------- | ---------------- |
| 2002 | Hieb & Stichfest   | 43               | -                | -                |
| 2004 | Stille Post        | 13               | 19               | -                |
| 2006 | Zirkus             | 2                | 8                | 68               |
| 2008 | Willkommen im Club | 4                | 6                | 31               |

### Синглы
| Jahr | Titel                                                        | Позиция в чартах | Позиция в чартах | Альбом             |
| DE   | AT                                                           |                  |                  |                    |
| ---- | ------------------------------------------------------------ | ---------------- | ---------------- | ------------------ |
| 1999 | Sugar My Skin Первая публикация: 1999                        | -                | -                | Только сингл       |
| 2001 | Factory City Первая публикация: Февраль 2001                 | -                | -                | Только сингл       |
| 2002 | Alles Neu Первая публикация: 21 Мая 2002                     | #78              | -                | Hieb und Stichfest |
| 2002 | Verrückt Первая публикация: 26 Августа 2002                  | -                | -                | Hieb und Stichfest |
| 2003 | Kreisel Первая публикация: 24 Февраля 2003                   | -                | -                | Hieb und Stichfest |
| 2003 | Was es ist (EP) Первая публикация: 29 Сентября 2003          | #50              | -                | Только EP          |
| 2004 | Hungriges Herz Первая публикация: 2 Февраля 2004             | #24              | #58              | Stille Post        |
| 2004 | Ökostrom Первая публикация: 14 Июня 2004                     | #71              | -                | Stille Post        |
| 2004 | Sonne Первая публикация: 27 Сентября 2004                    | #89              | -                | Stille Post        |
| 2006 | Tanz der Moleküle Первая публикация: 19 Мая 2006             | #19              | #32              | Zirkus             |
| 2006 | Uhlala (Damit du fühlst) Первая публикация: 22 Сентября 2006 | #86              | -                | Zirkus             |
| 2007 | Zirkus Первая публикация: 12 Января 2007                     | #55              | #64              | Zirkus             |
| 2007 | Engel Первая публикация: 13 Июля 2007                        | #76              | -                | Zirkus             |
| 2008 | Mein Freund Первая публикация: 11 Июля 2008                  | #15              | #33              | Willkommen im Club |
| 2008 | Mausen Первая публикация: 5 Декабря 2008                     | #70              | -                |                    |